# Stadtbahn Canberra
| Endstation Alinga Street |                      |                     |                     |
| Streckenlänge: | 12,0 km              |                     |                     |
| Spurweite: | 1435 mm (Normalspur) |                     |                     |
| Stromsystem: | 750 V =              |                     |                     |
| Streckengeschwindigkeit: | 70 km/h              |                     |                     |
| |                      |                     |                     |
| \| \| \| Gungahlin Place \| \| \| \| \| Manning Clark North \| \| \| \| \| Mapleton Avenue \| \| \| \| \| \| \| \| \| \| Nullarbor Avenue \| \| \| \| \| Well Station Drive \| \| \| \| \| Depot \| \| \| \| \| Sullivans Creek \| \| \| \| \| EPIC and Racecourse \| \| \| \| \| Phillip Avenue \| \| \| \| \| Swinden Street \| \| \| \| \| Dickson Interchange \| \| \| \| \| \| \| \| \| \| Macarthur Avenue \| \| \| \| \| Ipima Street \| \| \| \| \| Elouera Street \| \| \| \| \| Alinga Street \| \| |                      |                     |                     |
| U-Bahn-Kopfbahnhof Streckenanfang |                      | Gungahlin Place     | Gungahlin Place     |
| U-Bahn-Haltepunkt / Haltestelle |                      | Manning Clark North | Manning Clark North |
| U-Bahn-Haltepunkt / Haltestelle |                      | Mapleton Avenue     | Mapleton Avenue     |
| U-Bahn-Brücke über Wasserlauf |                      |                     |                     |
| U-Bahn-Haltepunkt / Haltestelle |                      | Nullarbor Avenue    | Nullarbor Avenue    |
| U-Bahn-Haltepunkt / Haltestelle |                      | Well Station Drive  | Well Station Drive  |
| U-Bahn-Betriebsstelle Streckenanfang und quer · U-Bahn-Abzweig geradeaus, nach rechts und von rechts |                      | Depot               | Depot               |
| U-Bahn-Brücke über Wasserlauf |                      | Sullivans Creek     | Sullivans Creek     |
| U-Bahn-Haltepunkt / Haltestelle |                      | EPIC and Racecourse | EPIC and Racecourse |
| U-Bahn-Haltepunkt / Haltestelle |                      | Phillip Avenue      | Phillip Avenue      |
| U-Bahn-Haltepunkt / Haltestelle |                      | Swinden Street      | Swinden Street      |
| U-Bahn-Haltepunkt / Haltestelle |                      | Dickson Interchange | Dickson Interchange |
| U-Bahn-Brücke über Wasserlauf |                      |                     |                     |
| U-Bahn-Haltepunkt / Haltestelle |                      | Macarthur Avenue    | Macarthur Avenue    |
| U-Bahn-Haltepunkt / Haltestelle |                      | Ipima Street        | Ipima Street        |
| U-Bahn-Haltepunkt / Haltestelle |                      | Elouera Street      | Elouera Street      |
| U-Bahn-Kopfbahnhof Streckenende |                      | Alinga Street       | Alinga Street       |

Die Stadtbahn Canberra (offiziell Canberra Metro) ist eine normalspurige Stadtbahnlinie in der australischen Hauptstadt Canberra. Am 20. April 2019 wurde die erste Etappe von 12 km Länge und mit 13 Stationen eröffnet. Sie verbindet den nördlichen Stadtbezirk Gungahlin mit dem zentralen Geschäftsviertel Civic. Eingesetzt werden fünfteilige Fahrzeuge des Typs CAF Urbos. In der Planungsphase ist eine Verlängerung in den südlichen Stadtbezirk Woden Valley, die über den Lake Burley Griffin und vorbei am Parlamentsgebäude führen wird.

## Hintergrund
Der 1911 von Walter Burley Griffin entworfene Masterplan für die Planhauptstadt Canberra sah auch den Bau eines Straßenbahnnetzes vor. Dieses Vorhaben konnte nicht umgesetzt werden und nach der Gründung des Canberra City Omnibus Service (heute ACTION) im Jahr 1926 bewältigten ausschließlich Busse den öffentlichen Personennahverkehr in der Stadt. Ebenfalls nicht zustande kam ein 1968 vorgestelltes Projekt einer Bahnstrecke nach Belconnen. 1992 schlug die Canberry Land Company, die den neuen Stadtbezirk Gungahlin plante, erstmals die Schaffung einer modernen Stadtbahnlinie vor.
Das Beratungsunternehmen Booz Allen and Hamilton präsentierte 1994 ein umfassendes Stadtbahnkonzept mit sechs Linien, die bis 2004 gebaut werden sollten. Als die Liberal Party ein Jahr später die Regierung im Australian Capital Territory (ACT) stellte, stoppte sie alle weiteren Planungen. 1998 kam die Labor Party wieder an die Macht und präsentierte das Projekt einer 7 km langen Straßenbahnlinie im Stadtzentrum, auf der Museumsfahrzeuge verkehren sollten. Um für das Projekt zu werben, wurden im September 2001 zwei Fahrzeuge aus Melbourne und Sydney vor dem Australian War Memorial gezeigt, wobei letzterer mithilfe eines Dieselgenerators auf einem 50 m langen provisorischen Gleis verkehrte. Eine weitere Präsentation fand im September 2003 auf einem 80 m langen Gleis entlang dem Parkes Way statt.

## Projektentwicklung
Der Stadtbahnbau war ein wichtiger Bestandteil der Koalitionsvereinbarungen zwischen der Labor Party und den Australian Greens nach der Wahl der Australian Capital Territory Legislative Assembly im Oktober 2012. Die Legislative Assembly genehmigte im Budget 2013/14 fünf Millionen Dollar für erste Planungsarbeiten. Transport Canberra, ein neu geschaffenes Direktorat der Regierung des ACT, übernahm 2016 die gesamte Projektverantwortung. Für die Ausführung des Projekts, das als öffentlich-private Partnerschaft konzipiert ist, bewarben sich vier Konsortien:
- ACTivate: Downer Group, Plenary Group, Bombardier Transportation und Keolis;
- Canberra Metro: Pacific Partnerships, Mitsubishi Corporation, John Holland Group, CAF, Deutsche Bahn, Aberdeen Asset Management, Leighton Contractors und Bank of Tokyo-Mitsubishi;
- CANGO: Macquarie Capital Group, Obrascón Huarte Lain, SMRT International, UGL Rail und Siemens Mobility;
- Connecting Canberra: Capella Capital, Transdev, Alstom und Acciona.

Im März 2015 gab die Regierung bekannt, dass die Konsortien ACTivate und Canberra Metro es in die zweite Runde des Ausschreibungsverfahrens geschafft hatten. Aus dieser ging im Februar 2016 das Konsortium Canberra Metro als Sieger hervor. Gemäß dem im Mai 2016 abgeschlossenen Vertrag wird die Deutsche Bahn als Teil des Konsortiums Canberra Metro die Stadtbahnlinie zwanzig Jahre lang betreiben und warten, danach wird sie in den Besitz der Regierung des ACT übergehen.

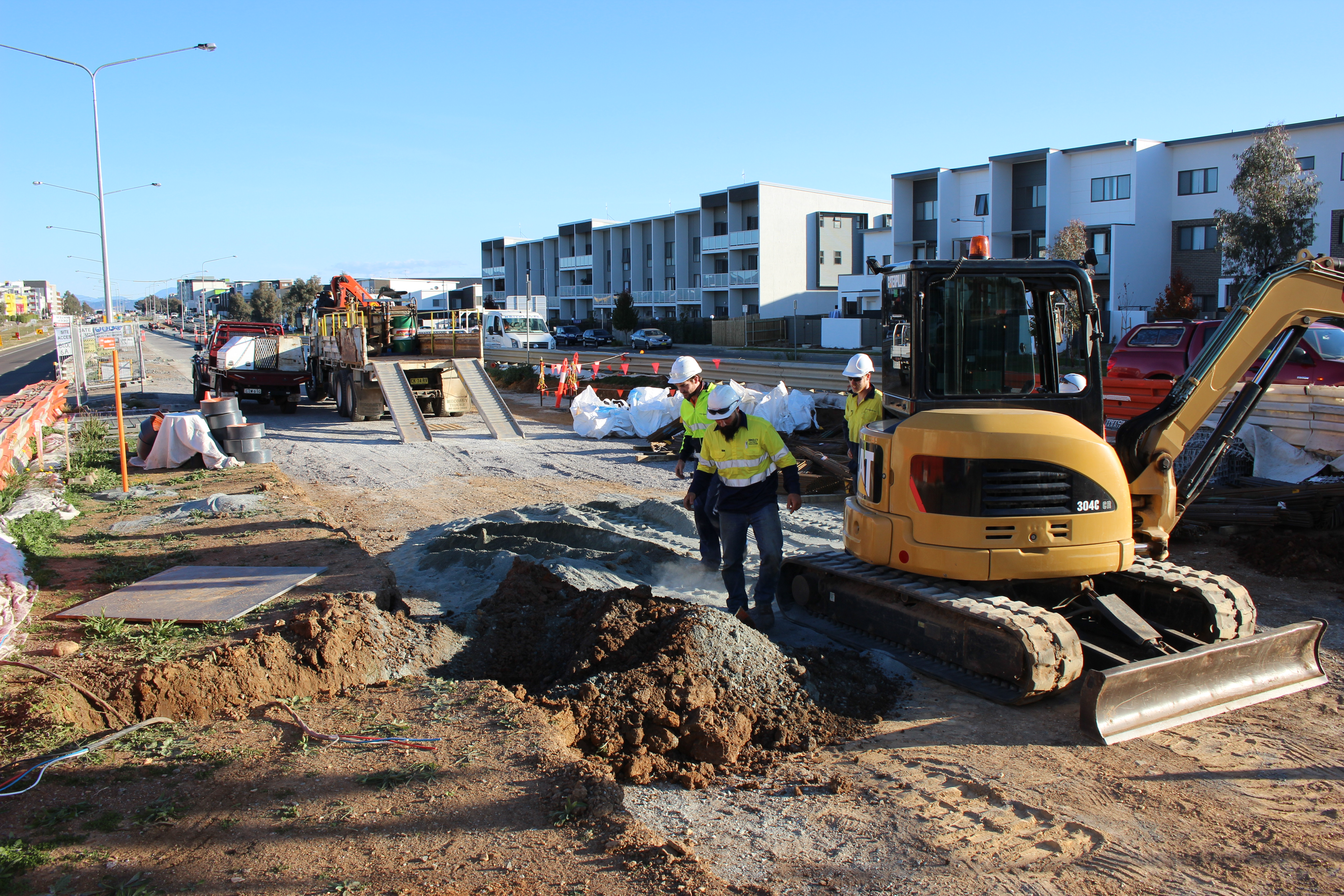
Bauarbeiten im Mai 2017

Planungs- und Baukosten sind auf 707 Millionen Dollar budgetiert, wovon die australische Bundesregierung 67 Millionen Dollar übernimmt. Der Spatenstich fand am 12. Juli 2016 im nördlichen Stadtteil Mitchell statt, auf dem Gelände des späteren Depots. Der Baubeginn an der eigentlichen Strecke erfolgte gegen Jahresende. Trotz des inzwischen erzielten Baufortschritts war die Vollendung des Projekts gefährdet. Die Liberal Party drohte damit, alle Finanzmittel für die Stadtbahn zu streichen, sollte sie die neue Regierung des ACT stellen. Als Folge davon war die Stadtbahn eines der wichtigsten Themen im Wahlkampf. Am 12. Oktober 2016 ging die Koalition aus Labor Party und Grünen erneut als Siegerin hervor, woraufhin sie den Planungsbeginn der zweiten Etappe in Aussicht stellte.
Ursprünglich sollte die erste Etappe der Stadtbahnlinie im August 2018 eröffnet werden. Dieser Termin konnte nicht eingehalten werden und musste zunächst auf Anfang 2019 verschoben werden. Schließlich erfolgte die Eröffnung am 20. April 2019.

## Strecke
Die 12 km lange, normalspurige und vollständig zweigleisige Strecke beginnt an der Hibberson Street in Gungahlin. Anschließend folgt sie der Flemington Road, dem Federal Highway und der Northbourne Avenue. Die vorläufige südliche Endstation befindet sich im zentralen Stadtteil Civic zwischen der Alinga Street und der Rudd Street. Es gibt insgesamt 13 Haltestellen, wobei sich an der Dickson Interchange ein Gleiswechsel befindet. Die wichtigsten Übergänge zum städtischen Busnetz sind bei den Haltestellen Gungahlin Place, Dickson Interchange und Alinga Street zu finden. Im April 2017 stellte Transport Canberra die Namen der zukünftigen Haltestellen vor.
| Haltestelle         | Stadtteil           | Bahnsteig                   | Lage   |
| ------------------- | ------------------- | --------------------------- | ------ |
| Gungahlin Place     | Gungahlin           | Seitenbahnsteige            | Koord. |
| Manning Clark North | Gungahlin           | Mittelbahnsteig             | Koord. |
| Mapleton Avenue     | Franklin / Harrison | Mittelbahnsteig             | Koord. |
| Nullarbor Avenue    | Franklin / Harrison | Mittelbahnsteig             | Koord. |
| Well Station Drive  | Franklin / Harrison | Mittelbahnsteig             | Koord. |
| EPIC and Racecourse | Lyneham             | Mittelbahnsteig             | Koord. |
| Phillip Avenue      | Lyneham / Watson    | Mittelbahnsteig             | Koord. |
| Swinden Street      | Lyneham / Downer    | Seitenbahnsteige (versetzt) | Koord. |
| Dickson Interchange | Lyneham / Dickson   | Seitenbahnsteige            | Koord. |
| Macarthur Avenue    | Lyneham / Dickson   | Seitenbahnsteige            | Koord. |
| Ipima Street        | Turner / Braddon    | Seitenbahnsteige            | Koord. |
| Elouera Street      | Turner / Braddon    | Seitenbahnsteige            | Koord. |
| Alinga Street       | Civic               | Seitenbahnsteige            | Koord. |

## Betrieb

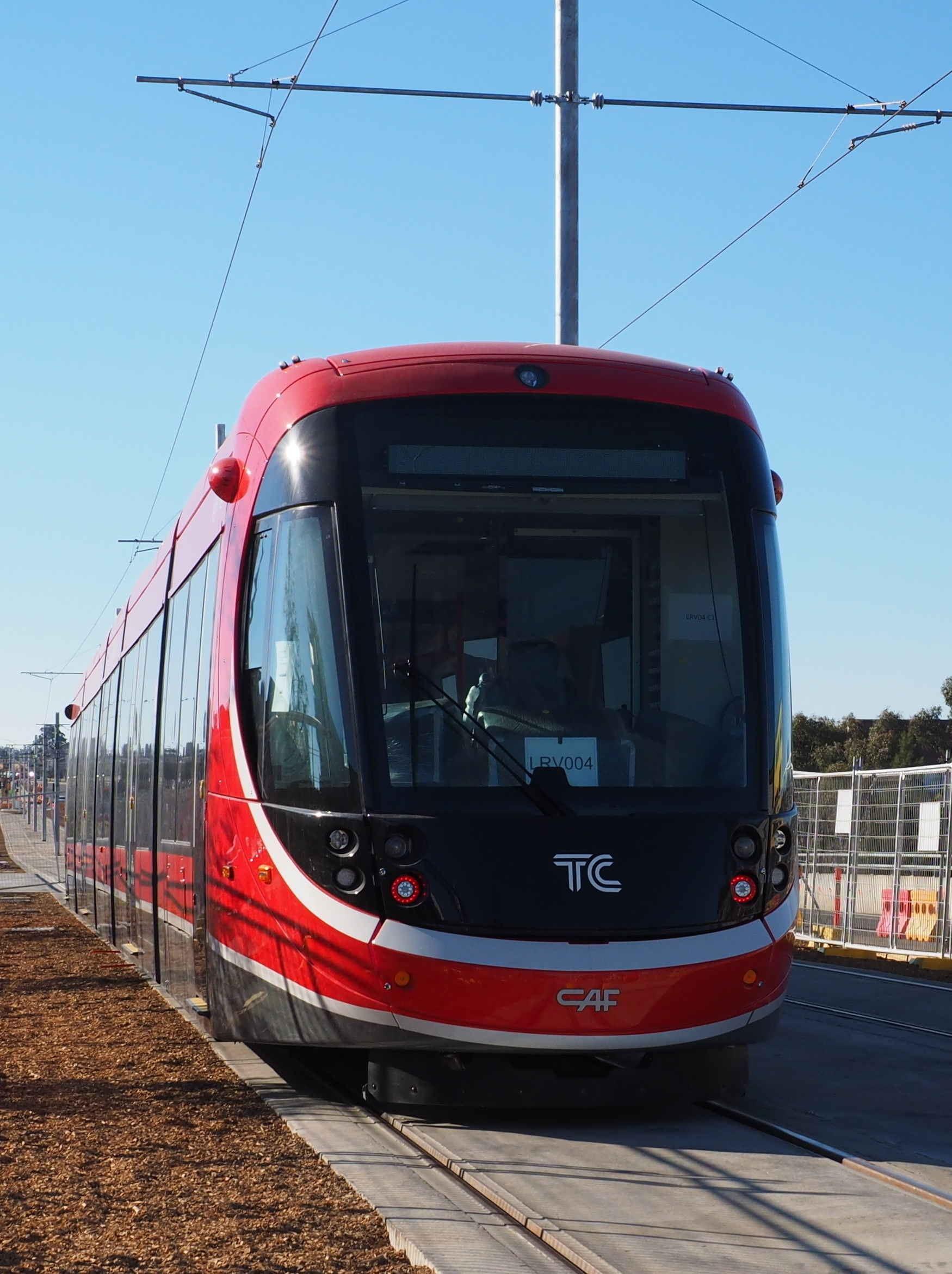
Ein Urbos 3 in Canberra

Eine Fahrt auf der gesamten Länge der Strecke wird rund 24 Minuten dauern. Der Vertrag zwischen der Regierung des ACT und dem Konsortium macht Vorgaben bezüglich Betriebsdauer und Fahrplantakt, die nicht unterschritten werden dürfen. Von Montag bis Freitag muss die Stadtbahn mindestens von 06:00 bis 23:30 Uhr in Betrieb sein, an Samstagen von 06:00 bis 01:00 Uhr am folgenden Morgen und an Sonntagen von 08:00 bis 23:30 Uhr. Dabei müssen die Züge in der Hauptverkehrszeit mindestens alle 6 Minuten verkehren, abends und an Samstagen mindestens alle 15 Minuten.
Das spanische Unternehmen Construcciones y Auxiliar de Ferrocarriles (CAF) baute 14 niederflurige Stadtbahnwagen des Typs Urbos 3 und wird sie 20 Jahre lang warten. Sie sind 33 Meter lang, bestehen aus fünf Modulen und besitzen einen überwiegend roten Anstrich. Die Wagen bieten 207 Personen Platz (66 Sitz- und 141 Stehplätze), ebenso können bis zu vier Fahrräder befördert werden. Der erste Wagen wurde am 13. Dezember 2017 in Canberra angeliefert.

## Zukunft
Im Juli 2016 stellte die Labor Party während des Wahlkampfs ihr Konzept für die Weiterentwicklung des Stadtbahnprojekts vor, die unmittelbar nach der Vollendung der ersten Phase in Angriff genommen werden soll. Dabei ging sie von folgenden vier Strecken aus:
- City – Constitution Avenue – Parkes Avenue – Flughafen Canberra
- City – Calvary Hospital – University of Canberra – Belconnen
- City – Parliamentary Triangle
- City – Woden Valley – Mawson

Die wiedergewählte Regierung entschied sich im November 2016 für eine verkürzte Version der Mawson-Route als bevorzugtes Projekt der zweiten Phase. Sie ist rund 11 km lang und beginnt an der vorläufigen südlichen Endstation Alinga Street. Anschließend soll sie den Lake Burley Griffin überqueren und durch Yarralumla nach Woden Valley führen. Es bestand zunächst die Option, die südliche Endstation vor dem Canberra Hospital zu platzieren. Diese wurde im Oktober 2017 fallengelassen, sodass die Strecke im Woden Town Centre enden soll. Ebenso entschied sich die Regierung im April 2018 nach einem Konsultationsverfahren, die Streckenführung im Regierungsviertel Barton um mehrere hundert Meter zu verlängern, sodass mehr Arbeitsplätze erschlossen werden können.